# Astragalus deanei
Astragalus deanei es una especie de planta del género Astragalus, de la familia de las leguminosas, orden Fabales.

## Distribución
Astragalus deanei se distribuye por Estados Unidos (California).

## Taxonomía
Fue descrita científicamente por (Rydb.) Barneby. Fue publicada en Aliso 4: 133 (1958).